# Țicleni
Țicleni város Gorj megyében, Olténiában, Romániában.

## Fekvése
A megye középső részén helyezkedik el.

## Történelem
Városi rangját 1968-ban kapta meg.

## Népesség
A város népességének alakulása:
- 1977 - 5161 lakos
- 1992 - 5372 lakos
- 2002 - 5205 lakos

## Gazdaság
Gazdaságának alappillérei a földgáz és kőolaj kitermelése.

## Külső hivatkozások
- A város honlapja